# Copa de la Reina de Fútbol 1988
El Campeonato de España de Fútbol Femenino 1988 corresponde a la sexta edición la Copa de la Reina.
El Oiartzun KE se proclamó campeón por segunda vez en su historia tras disputar su tercera final consecutiva, que se celebró en Tomelloso. Fue la mayor goleada en la historia de las finales de esta competición, el cuadro guipuzcoano se impuso por 8-0 al CFF Porvenir.
Para esta edición, se disputó el campeonato en dos fases: una fase previa formada por tres liguillas de cuatro equipos cada una, y la fase final, en la que se enfrentaron los cuatro campeones de la fase previa..

## Fase previa
| Pos | Equipos        |
| --- | -------------- |
| 1   | Añorga KKE     |
| 2   | CD Sondika     |
| 3   | Oviedo Tradehi |
| 4   | Las Julianas   |

| Pos | Equipos              |
| --- | -------------------- |
| 1   | Oiartzun KE          |
| 2   | Oroquieta Villaverde |
| 3   | Puente Castro        |
| 4   | Gernika              |

| Pos | Equipos               |
| --- | --------------------- |
| 3   | CFF Porvenir          |
| 1   | RCD Español           |
| 2   | CFF Parque Alcobendas |
| 4   | Vallés OCC            |

## Fase final
|  | Semifinales       | Semifinales  | Semifinales |   |  | Final     | Final | Final |  |
|  |                   |              |             |   |  | Tomelloso |       |       |  |
|  |                   |              |             |   |  |           |       |       |  |
|  |                   |              |             |   |  |           |       |       |  |
|  | CFF Porvenir      |              |             |   |  |           |       |       |  |
|  |                   |              |             |   |  |           |       |       |  |
|  | Añorga            |              |             |   |  |           |       |       |  |
|  |                   | CFF Porvenir | 0           |   |  |           |       |       |  |
|  |                   |              |             |   |  |           |       |       |  |
|  |                   |              | Oiartzun KE | 8 |  |           |       |       |  |
|  | Oiartzun KE       |              | Oiartzun KE | 8 |  |           |       |       |  |
|  |                   |              |             |   |  |           |       |       |  |
|  | Parque Alcobendas |              |             |   |  |           |       |       |  |
|  |                   |              |             |   |  |           |       |       |  |
|  |                   |              |             |   |  |           |       |       |  |